# تيرني (نارا)
مدينة تيرني (بالإنجليزية: Tenri)‏ هي أحد المدن التابعة لمحافظة نارا. تأسست رسميًا في 01/04/1954. ويقدر عدد سكانها بـ 70702 نسمة حسب تقدير مكتب الإحصاء الياباني لعام 2012. تبلغ مساحة تيرني 86.37 كم2. بكثافة سكانية تبلغ 819 نسمة/كم2.

## توأمة
لتيرني (نارا) اتفاقيات توأمة مع كل من:
- لا سيرينا
- باورو

## أعلام
- ناكاياما ميكي
- الإمبراطور نينكين
- أبل ميوكي
- سو يامامورا